# Masnerkopf
Der Masnerkopf ist ein 2828 m ü. A. hoher Gipfel in der Samnaungruppe im österreichischen Bundesland Tirol.

## Lage und Umgebung
Der Masnerkopf liegt im nördlichen Kamm der Samnaungruppe zwischen dem Paznauntal im Norden und dem Oberinntal im Süden. Nachbarberg im Norden, getrennt durch den Hexensattel, ist der 3035 m hohe Hexenkopf im Süden der 2780 m hohe Minderskopf. Am Hang des Berges befindet sich die am Hexensee gelegene Hexenseehütte (2588 m), die als einer der wichtigsten Stützpunkte für die Besteigung des Hexenkopfs gilt. Im Winter befindet sich der Masnerkopf im Skigebiet Serfaus–Fiss–Ladis und ist mit einer 6er-Sesselbahn erschlossen, die 2011 den Mindersschlepplift ersetzte.

## Aufstiege
Der einfachste Aufstieg erfolgt von der Hexenseehütte, die von Serfaus über die Scheid (2429 m) und das Arrezjoch (2557 m) in 5 Stunden oder von Pfunds über die Serfauser Ochsenberghütte (1872 m) erreichbar ist. Der Weg führt von der Hütte über den Hexensattel auf einem mäßig steilen, steinigen Weg zum Gipfel. Dieser Weg über das Nordostgrat benötigt circa 45 Minuten.